# Водосховища Запорізької області
Водосховища Запорізької області — водосховища, які розташовані на території Запорізької області (в адміністративних районах і басейнах річок) — без «транзитних» Дніпровського (Запорізького) та Каховського водосховищ.
На території Запорізької області налічується — 28 водосховищ, загальною площею понад — 2474 га, з повним об'ємом — 74,8 млн м³.

## Загальна характеристика
Територія Запорізької області становить 27,2 тис. км² (4,5 % площі України).
Область розташована в межах басейну Дніпра (51 %) та річок Приазов'я (49 %).
Територія області розділена лінією вододілу, яка йде зі сходу на захід, практично рівно між басейном Дніпра і басейнами річок Приазов'я.
Гідрографічна мережа Запорізької області включає одну велику річку — Дніпро (153 км в межах області) та середні річки (притоки Дніпра) — Гайчур та Конка, а також р. Молочна, що впадає в Молочний лиман (озеро Молочне) Азовського моря.
В області функціонує 28 водосховищ, з повним об'ємом 74,8 млн м³. З них одне водосховище — Бердянське на р. Берда — понад 10 млн м³. До недавнього часу Бердянське водосховище мало статус комплексного призначення (з нього проводилося водопостачання м. Бердянська і зрошення сільськогосподарських угідь). Але після значного зменшення площ зрошуваних земель, які зрошувалися з водосховища і після підключення м. Бердянська до водопостачання від Західного групового водопроводу, Бердянське водосховище втратило статус водойми комплексного призначення.
За цільовим призначенням водосховища поділяються таким чином: риборозведення — 12; зрошення — 4; риборозведення і зрошення — 1; зрошення і культурно-побутове використання — 9; культурно-побутове використання — 1; господарсько-питне водопостачання — 1.

## Наявність водосховищ (вдсх) у межах адміністративно-територіальних районів Запорізької області[1]
| Район, місто            | Кількість вдсх, шт. | Площа вдсх, га | Об'єм вдсх — повний, млн м³ | Об'єм вдсх — корисний, млн м³ | В оренді, шт. | В оренді, га |
| ----------------------- | ------------------- | -------------- | --------------------------- | ----------------------------- | ------------- | ------------ |
| Бердянський             | 4                   | 515            | 21,5                        | 18,8                          | 1             | 96           |
| Василівський            | 2                   | 272            | 7,0                         | 5,3                           | 2             | 267          |
| Великобілозерський      | 2                   | 302            | 5,3                         | 4,9                           | 2             | 272          |
| Веселівський            | -*                  | -              | -                           | -                             | -             | -            |
| Вільнянський            | 1                   | 126            | 2,1                         | 2,0                           | 1             | 113          |
| Гуляйпільський          | 1                   | 37             | 1,1                         | 0,9                           | 1             | 23           |
| Запорізький             | 1                   | 40             | 2,0                         | 1,8                           | -**           | -            |
| Кам'янсько-Дніпровський | 2                   | 365            | 8,3                         | 6,6                           | -             | -            |
| Куйбишевський           | 4                   | 129            | 5,1                         | 4,5                           | 3             | 75           |
| Мелітопольський         | -                   | -              | -                           | -                             | -             | -            |
| Михайлівський           | -                   | -              | -                           | -                             | -             | -            |
| Новомиколаївський       | -                   | -              | -                           | -                             | -             |              |
| Оріхівський             | -                   | -              | -                           | -                             | -             | -            |
| Пологівський            | 2                   | 64             | 2,9                         | 2,4                           | 2             | 38           |
| Приазовський            | 1                   | 46             | 1,4                         | 1,2                           | -             | -            |
| Приморський             | 1                   | 39             | 1,3                         | 1,1                           | -             | -            |
| Розівський              | 1                   | 50             | 2,4                         | 2,1                           | 1             | 36           |
| Токмацький              | 3                   | 333            | 9,3                         | 8,0                           | 1             | 59           |
| Чернігівський           | 3                   | 156            | 5,1                         | 4,6                           | 3             | 158          |
| Якимівський             | -                   | -              | -                           | -                             | -             | -            |
| Разом                   | 28                  | 2474           | 74,8                        | 64,2                          | 17            | 1137         |

Примітки: -* — немає водосховищ на території району;
-* — немає водосховищ, переданих в оренду.
На території Запорізької області близько 61 % водосховищ використовується на умовах оренди.

## Наявність водосховищ (вдсх) у межах основнихрайонів річкових басейнівна території Запорізької області[1]
| Район річкового басейну       | Кількість вдсх, шт. | Площа вдсх, га | Об'єм вдсх — повний, млн м³ | Об'єм вдсх — корисний, млн м³ | В оренді, шт. | В оренді, га |
| ----------------------------- | ------------------- | -------------- | --------------------------- | ----------------------------- | ------------- | ------------ |
| Дніпра                        | 12                  | 1244           | 30,2                        | 25,2                          | 9             | 728          |
| Річки Приазов'я, у тому числі | 16                  | 1230           | 44,6                        | 39,0                          | 8             | 409          |
| р. Молочна                    | 6                   | 495            | 14,5                        | 12,7                          | 3             | 179          |
| Разом                         | 28                  | 2474           | 74,8                        | 64,2                          | 17            | 1137         |

В межах району річкового басейну Дніпра розташовано 43 % водосховищ Запорізької області, річок Приазов'я — 57 %.

## Наявність водосховищ (вдсх) об'ємом понад 10млн м³ на території Запорізької області[1]
| Назва водосховища, річки (басейну)        | Місцезнаходження вдсх (населений пункт, район) | Площа вдсх, га | Об'єм вдсх — повний, млн м³ | Об'єм вдсх — корисний, млн м³ |
| ----------------------------------------- | ---------------------------------------------- | -------------- | --------------------------- | ----------------------------- |
| Бердянське вдсх, р. Берда (Азовське море) | с. Осипенко (Бердянський район), Бердянський   | 340            | 16,3                        | 14,5                          |